# Método de Mohr
Método de Mohr ou titulação de Mohr é um processo de detecção do ponto de final numa volumetria de precipitação desenvolvido pelo químico Karl Friedrich Mohr, que dá o nome ao método.
Essa titulação exige o cuidado de manter o pH na faixa de 6,5 a 10,5 pois: 
Se o meio estiver básico (pH acima de 10,5), a prata precipita como hidróxido. No preparo da solução padrão de AgNO3(aq), adiciona-se pequena quantidade de HNO3.
O método baseia-se na formação de um segundo precipitado que inclua o titulante, de cor diferente do primeiro, durante uma titulação. A aplicação mais comum é na titulação do íon cloreto (Cl–) com o íon prata (Ag+), sendo o indicador um precipitado vermelho de cromato de prata (Ag2CrO4).